# Gerard Donovan
Gerard Anthony Donovan (* 16. Mai 1959 in Wexford, County Wexford) ist ein irischer Schriftsteller, dessen Roman „Winter in Maine“ 2008 von der Zeitung The Guardian zum „Buch des Jahres 2008“ gekürt wurde.

## Leben
Nach Kindheit und Jugend in Galway studierte Donovan in Irland Philosophie und Germanistik. Nach seinem Abschluss zog er nach Deutschland, wo er zuerst in einer Käsefabrik arbeitete und dann an der Technischen Universität Hannover beschäftigt war. Er kehrte nach einiger Zeit Anfang der 1980er-Jahre nach Irland zurück und studierte in dessen Hauptstadt Dublin sieben Jahre lang die klassische Gitarre. In der Folgezeit verdiente er sich als Musiker mit Schwerpunkt Johann Sebastian Bach etwas Geld. An der Johns Hopkins University in Baltimore legte er in den 1990er-Jahren den Master ab. Seitdem lehrt er an einem College in Long Island.
Anfang der 1990er-Jahre begann er auch seine literarischen Arbeiten und veröffentlichte den ersten Gedichtband „Columbus Rides Again“. Zudem publizierte er verschiedene Kurzgeschichten. Sein erster Roman „Schopenhauer's Telescope“ erschien 2003 auf Englisch.
Mit seinen Brüdern nahm er am „Marathon des Sables“ in Marokko teil. Heute lebt er in New York City.

## Werk
Bisher veröffentlichte Gerard Donovan folgende Romane:
- Schopenhauer’s Telescope, 2003
  - Ein bitterkalter Nachmittag. Deutschsprachige Übersetzung von Thomas Gunkel. Luchterhand Literaturverlag, München 2010, ISBN 9783630873428
- Doctor Salt, 2005
- Julius Winsome, 2006
  - Winter in Maine. Deutschsprachige Übersetzung von Thomas Gunkel. Luchterhand Literaturverlag, München 2009, ISBN 9783630872728
- Sunless, 2007
- Country of the Grand, 2008
  - Morgenschwimmer: Irische Geschichten. Deutschsprachige Übersetzung von Rudolf Hermstein. Luchterhand Literaturverlag, München 2011, ISBN 978-3630873329
- The Dead Lit Faintly, 2020
  - In die Arme der Flut. Deutschsprachige Übersetzung von Thomas Gunkel. Luchterhand Literaturverlag, München 2021, ISBN 978-3630876511

Außerdem erschienen von ihm diese Gedichtsammlungen:
- Columbus Rides Again, 1992
- Kings and Bicycles, 1995
- The Lighthouse, 2000

## Hörspielbearbeitungen
- 2012 – Winter in Maine: Bearbeitung (Wort): Thomas Blockhaus; Regie: Thomas Blockhaus; Mitwirkende: Udo Wachtveitl (Julius), Ulrich Voss (Vater (70)), Stephan Grossmann (Vater (40)), Bettina Engelhardt (Claire), Thomas Loibl (Troy), Jennifer Frank (Reporterin), Jacob Göss (Julius (12 J)), Oliver Krietsch-Matzura (Jäger/Polizist), Jochen Langner (Jäger/Reporter), Caroline Schreiber (Kellnerin/Wetterfrau); Produktion: WDR[3]

## Auszeichnungen
- Shortlist des Irish Times Literature Prize für The Lighthouse[4]
- Longlist des Booker Prize 2003 für Schopenhauer's Telescope
- Finalist für Irish Novel of the Year 2003 für Schopenhauer's Telescope
- Kerry Group Irish Fiction Award 2004 für Schopenhauer's Telescope

- „Book of the Year 2008“ der Zeitung The Guardian für Julius Winsome (Winter in Maine)